# Serenates (Brahms)
Les dues Serenates, op. 11 i 16, representen dos dels primers intents de Johannes Brahms d'escriure música orquestral. Ambdues daten de finals dels anys 1850, específicament del període en el qual va treballar en la cort de Detmold i tenia accés a una orquestra. Segons els seus biògrafs aquest període va ser tranquil i reposat, i a pesar que al mateix temps componia el diabòlic Primer Concert per a piano, va compondre algunes peces corals i el Sextet per a corda, op. 18.

## Serenata núm. 1 en re major, Op. 11
La primera serenata va ser composta entre 1857 i 1858. La idea original era compondre un octet per a instruments solistes, però finalment la va arranjar per a orquestra. Brahms va acabar l'arranjament per a gran orquestra el desembre de 1859.
Conté sis moviments i dura aproximadament quaranta minuts.
- Allegro molto (re major)
- Scherzo. Allegro senar troppo (re menor) – Trio. Poc più moto (si bemoll major)
- Adagi senar troppo (si bemoll major)
- Menuetto I (sol major) – Menuetto II (sol menor)
- Scherzo. Allegro (re major) – Trio
- Rondo. Allegro (re major)

## Serenata núm. 2 en la major, Op. 16
La segona serenata va ser escrita entre 1857 i 1860, i està dedicada a Clara Schumann. Crida molt l'atenció la seva orquestració: sense timbales, trompetes, ni violins. En aquest sentit se la sol relacionar amb l'òpera Uthal de Étienne Nicolas Méhul.
En 1875 Brahms va revisar la partitura per a una nova edició que, en general, es fa servir actualment. Alguns autors han suggerit que la peculiar orquestració va ser producte d'aquesta revisió. D'altres, ho desmenteixen.
La serenata consta de cinc moviments i dura aproximadament trenta minuts.
- Allegro moderato (la major)
- Scherzo. Vivace (do major) – Trio (fa major)
- Adagio non troppo (la menor)
- Quasi menuetto (re major) – Trio (si sostingut menor)
- Rondo. Allegro (la major)